# Liliana Fellner
Liliana Beatriz Fellner (sinh ngày 28 tháng 2 năm 1957 ) là một chính trị gia người Argentina đại diện cho Đảng Công lý Argentina. Cô có vị trí trong Thượng viện Argentina với tư cách đại diện cho tỉnh Jujuy trong khối đa số của liên minh Mặt trận Chiến thắng.
Fellner đã nhận bằng tốt nghiệp về hóa sinh vào năm 1982 từ Đại học Quốc gia Tucumán và trong số các khóa học sau đại học khác có bằng Thạc sĩ Quản trị tại Học viện Poputo Populorum Progressio ở San Salvador de Jujuy. Cô đã làm việc tại Đại học Quốc gia Tucumán và Đại học Quốc gia Jujuy và tại các viện nghiên cứu.
Năm 1999, Fellner được bổ nhiệm làm Bộ trưởng Văn hóa và Du lịch cho tỉnh Jujuy và dẫn đầu cuộc bầu cử thành công để liệt kê Quebrada de Humahuaca là Di sản Thế giới của UNESCO 2002-03. Năm 2003, cô được bầu làm hạ nghị sĩ và năm 2005, cô được bầu vào Thượng viện Argentina đại diện cho tỉnh Jujuy.
Anh trai của Fellner là Eduardo Fellner, cựu thống đốc Jujuy và Chủ tịch hiện tại của Phòng đại biểu.